# Els Horts (Oriola)
Els Horts (en castellà i oficialment, Los Huertos) és un barri residencial dels afores de la localitat d'Oriola, a la comarca del Baix Segura, al País Valencià. Té 113 habitants i celebra les seues festes en honor de la Mare de Déu del Perpetu Socors al juny.